# Zakspeed 891
Chronologie des modèles (1989)
Zakspeed 881
La Zakspeed 891 est une monoplace de Formule 1 engagée par l'écurie allemande Zakspeed dans le cadre du championnat du monde de Formule 1 1989. Elle est pilotée par l'Allemand Bernd Schneider, qui effectue sa deuxième saison chez Zakspeed, et le Japonais Aguri Suzuki, en provenance de l'écurie Larrousse. Elle est mue par un moteur V8 Yamaha.

## Historique

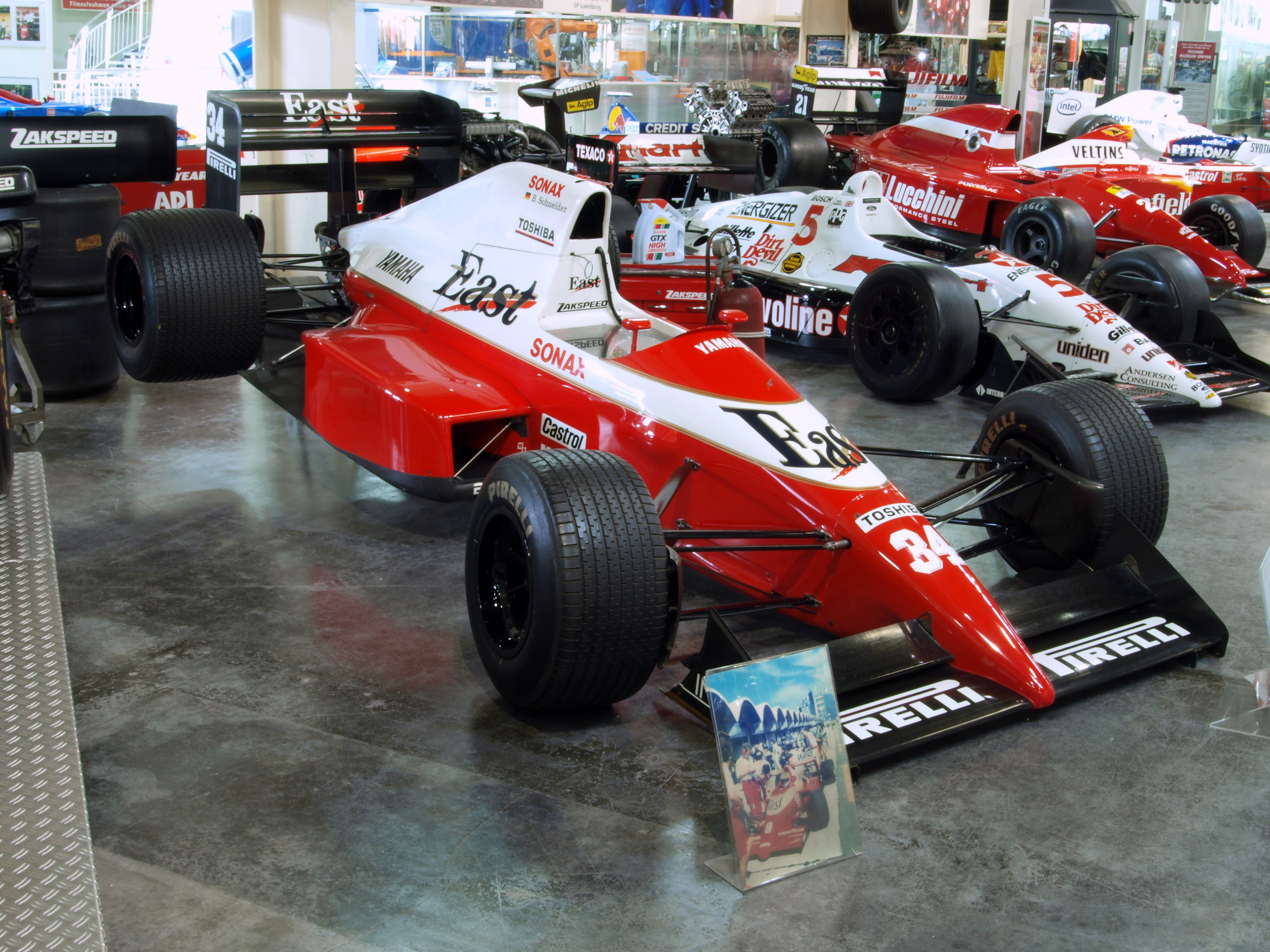
La Zakspeed 891 de Bernd Schneider en exposition.

La Zakspeed 891 est une monoplace très peu compétitive puisqu'elle ne se qualifie en Grand Prix qu'à deux reprises en trente-deux engagements. Au Grand Prix du Brésil, première manche de la saison, Bernd Schneider s'élance de la vingt-cinquième place sur la grille, mais abandonne au trente-sixième tour à la suite d'un accrochage avec l'Arrows A11 d'Eddie Cheever,.
À la mi-saison, Zakspeed annonce rechercher un partenariat moteur avec Lamborghini pour 1990 : l'écurie allemande n'est pas satisfaite du moteur V8 Yamaha, qui n'offre que 500 chevaux, contre 630 développés au banc d'essais. John Judd, qui prépare ces moteurs, rejette les torts sur Zakspeed en expliquant que le châssis imaginé par Gustav Brunner est mal conçu.
En marge du Grand Prix de Belgique, la onzième manche du championnat, Gustav Brunner annonce son départ pour l'écurie March Engineering, tandis que le cigarettier West décide de mettre un terme à son partenariat avec Zakspeed.
Il faut attendre l'avant-dernière manche de la saison, disputée au Japon pour voir une Zakspeed se qualifier en Grand Prix. Bernd Schneider prend la vingt-et-unième place sur la grille, mais abandonne dès le deuxième tour à la suite de la rupture de son arbre de transmission,.
À l'issue du championnat, Yamaha met un terme à son engagement de la Formule 1. Ne disposant plus de fournisseur en moteurs, ni de soutien financier à la suite du départ de West, Zakspeed se retire également de la compétition.

## Zakspeed 891B
En janvier 1990, Zakspeed participe à deux séances d'essais d'intersaison avant de se retirer de la Formule 1. L'écurie allemande engage une Zakspeed 891B à la livrée blanche, qui est en réalité une 891 adaptée à la nouvelle réglementation en vigueur. 
Lors des essais menés entre les 11 et 14 janvier sur le circuit d'Estoril au Portugal, Bernd Schneider réalise le troisième temps, en 1 min 15 s 80. Cette performance est à nuancer du fait que seules Minardi, la Scuderia Italia, Osella et Eurobrun Racing, des écuries de fond de grille équipées des pneumatiques Pirelli, prennent part à ces essais. 
Le 28 janvier, le pilote allemand se rend en France sur le circuit du Castellet, où il réalise le cinquième et dernier temps, en 1 min 14 s 40, à plus de quatre secondes des pilotes des autres équipes engagées, Larrousse, Ligier et Brabham. En outre, Zakspeed subit des problèmes techniques avec son moteur Yamaha, dus à une pompe à carburant défectueuse.

## Résultats en championnat du monde de Formule 1

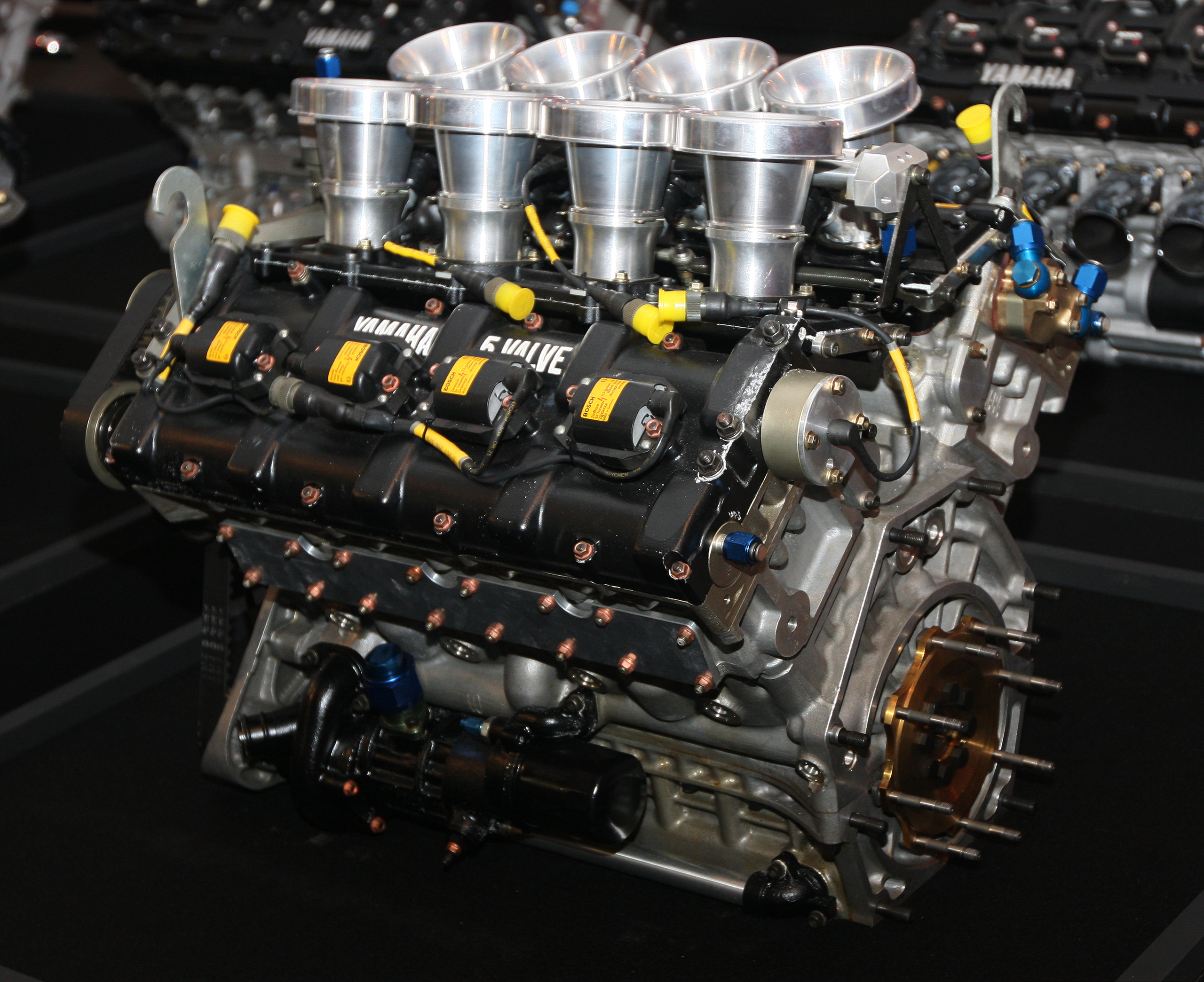
Le moteur V8 Yamaha OX88 de la Zakspeed 891.

| Saison | Écurie               | Moteur         | Pneus   | Pilotes         | Courses | Courses | Courses | Courses | Courses | Courses | Courses | Courses | Courses | Courses | Courses | Courses | Courses | Courses | Courses | Courses | Points inscrits | Classement |
| Saison | Écurie               | Moteur         | Pneus   | Pilotes         | 1       | 2       | 3       | 4       | 5       | 6       | 7       | 8       | 9       | 10      | 11      | 12      | 13      | 14      | 15      | 16      | Points inscrits | Classement |
| ------ | -------------------- | -------------- | ------- | --------------- | ------- | ------- | ------- | ------- | ------- | ------- | ------- | ------- | ------- | ------- | ------- | ------- | ------- | ------- | ------- | ------- | --------------- | ---------- |
| 1989   | West Zakspeed Racing | Yamaha OX88 V8 | Pirelli |                 | BRÉ     | SMR     | MON     | MEX     | USA     | CAN     | FRA     | GBR     | ALL     | HON     | BEL     | ITA     | POR     | ESP     | JAP     | AUS     | 0               | 19e        |
| 1989   | West Zakspeed Racing | Yamaha OX88 V8 | Pirelli | Bernd Schneider | Abd     | Npq     | Npq     | Npq     | Npq     | Npq     | Npq     | Npq     | Npq     | Npq     | Npq     | Npq     | Npq     | Npq     | Abd     | Npq     | 0               | 19e        |
| 1989   | West Zakspeed Racing | Yamaha OX88 V8 | Pirelli | Aguri Suzuki    | Npq     | Npq     | Npq     | Npq     | Npq     | Npq     | Npq     | Npq     | Npq     | Npq     | Npq     | Npq     | Npq     | Npq     | Npq     | Npq     | 0               | 19e        |

Légende : ici 